# 台湾多枝藓
台湾多枝藓（学名：Haplohymenium formosanum）为羽藓科多枝藓属下的一个种。

## 扩展阅读
- 維基物種上的相關：台湾多枝藓